# Fridel-Kraftsove reakcije
Fridel-Kraftsove reakcije su skup reakcija koje su razvili Čarls Friedel i Džejms Krafts 1877. Postoje dva glavna tipa Fridel–Kraftsovih reakcija: alkilacija i acilacija. Ove reakcije su forma elektrofilne aromatične supstitucije. Opšta reakciona šema je:
Više pregleda je objavljeno.

## Fridel-Kraftsova alkilacija
Fridel-Kraftsova alkilacija je alkilacija aromatičnog prstena alkil halidima koristeći jaku Luisovu kiselinu kao katalizator. Sa bezvodnim feri hloridom kao katalizatorom, alkil grupa se vezuje za bivše mesto hloridnog jona.  

## Fridel-Kraftsova acilacija
Fridel-Kraftsova acilacija je acilacija aromatičnih prstena acil hloridom koristeći Luisove kiseline kao katalizator. Fridel-Kraftsova acilacija je isto tako moguća sa anhidridima kiselina. 

## Literatura
1. ↑  Groves, J. K. (1972). „The Friedel–Crafts acylation of alkenes”. Chem. Soc. Rev. 1: 73. doi:10.1039/cs9720100073.

## Dodatna literatura
- Alkilacije:-{
  - Diphenylacetone,  Organic Syntheses, Coll. Vol. 3, p. 343 (1955); Vol. 29, p. 38 (1949) Article link.
  - Reaction of p-xylene with chloromethane to durene Organic Syntheses, Coll. Vol. 2, p. 248 (1943); Vol. 10, p. 32 (1930). Article link
  - Synthesis of benzophenone from benzene and tetrachloromethane Organic Syntheses, Coll. Vol. 1, p. 95 (1941); Vol. 8, p. 26 (1928).Article link}-
- Acilacije:-{
  - Dibenzoylethylene Organic Syntheses, Coll. Vol. 3, p. 248 (1955); Vol. 20, p. 29 (1940) Article link.
  - reaction of acenaphthene plus succinic acid Organic Syntheses, Coll. Vol. 3, p. 6 (1955); Vol. 20, p. 1 (1940).Article link
  - Desoxybenzoin Organic Syntheses, Coll. Vol. 2, p. 156 (1943); Vol. 12, p. 16 (1932). Article link
  - Acylation of a phenanthrene compound Organic Syntheses, Vol. 80, p. 227 Link
  - Reaction of bromobenzene with acetic anhydride Organic Syntheses, Coll. Vol. 1, p. 109 (1941); Vol. 5, p. 17 (1925). Article link
  - beta-methylanthraquinone, Organic Syntheses, Coll. Vol. 1, p. 353 (1941); Vol. 4, p. 43 (1925). Article link
  - Benzoylation of ferrocene Organic Syntheses, Coll. Vol. 6, p. 625 (1988); Vol. 56, p. 28 (1977). Article link}-